# 마카오시
마카오시(중국어 간체자: 澳门市, 정체자: 澳門市, 포르투갈어: Concelho de Macau 콘셀류 드 마카우[*])는 포르투갈령 마카오의 두 개의 지정된 시중에 하나이다.(그 중 하나는 하이다오시이다.) 현재의 마카오특구보단 크기는 작지만 주하이와 연결된 마카오반도만 포함되어있다. 하지만 타이파, 콜로안섬, 코타이는 포함되지 않는다. 식민지였던 시기에 설치된 행정 구역으로 마카오반도를 관할하는 행정 구역이었다. 1999년 12월 20일 마카오가 중화인민공화국에 반환되면서 해체되었으며 2001년 12월 31일 행정 구역 관할 업무가 민정총서로 이관되었다.

## 역사
1623년, 포르투갈 마카오반도를 점령하였다. 후에 마카오시정부가 만들어졌다. 포르투갈 행정제도의 시청에 준하는 기능을 수행하였다. 이후 포르투갈은 타이파(1851년)와 콜로안섬(1864년)를 점령하고, 하이다오시를 설정하여 섬의 관할을 따로 두었다.
1999년 12월 20일, 중국에 반환 이후, 시급 행정구역을 폐지하고, 섬과 공동으로 마카오 특별행정구를 구성하였다.

## 자매도시
- 포르투갈 리스본
- 포르투갈 포르투
- 스웨덴 린셰핑

## 같이 보기
- 하이다오 시